# The Phantom Empire
Pour l’article homonyme, voir The Phantom Empire (film, 1935).
Pour plus de détails, voir Fiche technique et Distribution.
The Phantom Empire (L'Empire fantôme) est un film américain réalisé par Fred Olen Ray, sorti en 1988. 

## Synopsis
Une créature des cavernes mangeuse d’hommes apparaît, avec autour du cou une véritable fortune en diamants non taillés. Denae, la fille du Dr Chambers, engage une entreprise de récupération pour trouver la source souterraine des pierres précieuses, dans l’espoir de sortir de l’ombre de son célèbre père. Accompagnée du stagiaire en archéologie Andrew Paris, du professeur minéralogiste Strock, de Cort Eastman et Eddy Colchilde, elle s’aventure dans les grottes. Les explorateurs découvrent une ville inconnue, des mutants, des filles des cavernes, des dinosaures et une reine de l’espace vêtue de cuir.

## Fiche technique
- Titre original : The Phantom Empire
- Réalisation : Fred Olen Ray

## Distribution
- Ross Hagen : Cort Eastman
- Sybil Danning : la reine extraterrestre
- Dawn Wildsmith : Eddy Colchilde
- Jeffrey Combs : Andrew Paris
- Robert Quarry (en) : le professeur Strock
- Russ Tamblyn : Bill
- Susan Stokey : Denae Chambers
- Michelle Bauer : fille des cavernes
- Michael Sonye : homme du pique-nique
- Victoria Alexander : fille du pique-nique
- Duffy : Simon
- Tony Lorea : Pedro
- Robby le robot : lui-même
- Gary J. Levinson : Mutant
- Dan Malloy : Mutant
- John Gonzales : Mutant
- Jerry Shull : Mutant
- Jon Edmunds : Mutant[1].

## Réception critique
The Phantom Empire a reçu des critiques principalement négatives. Le film détient une note de 31 % sur Rotten Tomatoes. Creature feature a donné au film deux étoiles sur cinq, le trouvant outrancier.